# Јабука (Панчево)
Јабука је сеоско насеље града Панчева, у Јужнобанатском округу Војводине, у Србији. Према резултатима пописа становништва из 2022. насеље броји 5.650 становника и има највећи проценат етничких Македонаца у Србији.

## Историја
Мађарско име Torontálalmás, које је било званично од 1898. до 1918, значи „Торонталска јабука”, а немачко име Apfeldorf, које је било званично од марта 1943. до септембра 1944, значи „Јабучко село”.
Комунално подручје је од 1552. до 1718. било део Темишварског пашалука Османског царства, а после Пожаревачког уговора део Хабзбуршког Баната. Од 1765. било је део Војне крајине Аустријског царства, а потом је 1867. припало Торонталској жупанији Аустроугарске монархије. Подручје је после Првог светског рата и Тријанонског споразума припало Торонталско-тамишкој жупанији Краљевине Срба, Хрвата и Словенаца, 1922. Београдској области, а од 1929. било је у Дунавској бановини Краљевине Југославије. Након Другог светског рата било је део Панчевачког округа Социјалистичке Федеративне Републике Југославије, а потом и Савезне Републике Југославије.
Овде се налазила фабрика штирка марке "Војводина", својина Панчевачке кредитне банке Д.Д.; изгорела је 28-29. маја 1924. Године 1928. пољопривредници су током пољодељских радова на пољима близу пута за Глогоњ пронашли фрагменте Сарматске керамике из раздобља Велике сеобе народа. То је први пут објављено 1932. у југословенској публикацији. Научно особље Археолошког института у Београду извршило је седамдесетих година 20. века ископавања на комуналном подручју и пронашло је предмете и трагове привременог насељавања винчанске и старчевачке културе током неолита, баденске културе током халколита и халштатске културе.
У Стратиштује од 1941. до 1944. по наредби немачких Панчеваца и Вермахта убијено приближно 3.500 Јевреја из Србије и Мађарске (и принудни радници из Бора), као и српски Роми. Прво спомен-обележје саграђено је 1948. поред пута. Састоји се од белог постамента и обелиска, а на врху је црвена звезда. У насељу се налази и меморијални комплекс изграђен 1980. према архитектонском концепту Небојше Деље.
Седамдесет и две особе југословенске националности погубљене су у октобру 1944. због сарадње с непријатељем као владиних званичника на немачкој територији војног команданта у Србији. Наредбу је потписао истражитељ Одељења за заштиту народа (Озна) Александар Новаковић из Београда, а за њено спровођење је био одговоран Ознин службеник Милан Орлић.
У јануару 1946. истражни оператер Александар Павловић из Ознине комисије морао је да изврши процену жртава без икаквих немачких доказа, а број масовних гробница и жртава настао је на основу сведочења румунских сељана.
Из свих крајева Југославије пристизале су породице са само најосновнијим средствима за живот. Велики број досељеника је потицао из Македоније, а највише је било из општине Крива Паланка.

## Култура
У насељу последњих неколико година функционишу удружење грађана македонске националности „Јабука” и удружење Рома „Црни Бисери”. При Дому културе дужи низ година ради и културно-уметничко друштво „Васил Хаџиманов”, које представља насеље на многим фестивалима у Србији и Северној Македонији. Група ентузијаста је 2000. основала позориштанце „Мали Принц”. Од 2002. приређује се туристичка манифестација „Бубафест”, а дан одржавања је обично прва субота у мају.
Од августа 2008. приређује се дечја ликовна колонија. Поводом сеоске славе се приређује и етно-фестивал хране „Тавче на гравче”. Од 1945. Јабучани сваке године прослављају сеоску славу Светог Илију. Већ дужи низ година се одржава централна прослава највећег македонског националног празника Илиндена, дана револуционарне борбе македонског народа.
Од 1945. у насељу постоји земљорадничка задруга. Многи Јабучани су током периода индустријализације Панчева с пољопривреде прешли на индустрију и локалним самодоприносом изградили многе објекте у насељу. На пример, 1954. изграђена је електрична мрежа, а 1961. Дом културе „Кочо Рацин”, који је и данас носилац свих културних дешавања у Јабуци. Поред старе школске зграде, Јабучани су 1961/1962. изградили и нову школску зграду.
У насељу од 1946. постоје Дом за особе са сметњама у развоју „Срце у Јабуци” и спортско удружење за особе са сметњама у развоју.

## Спорт
У насељу ради омладински фудбалски клуб „Југославија”, основан 1936, а то име носи од 1950. године. Јабучка „Југославија” је 1940. прешла из Банатске у Српску лигу. Већина њених играча је у ствари била из Панчева. Данас се такмичи у Првој А јужнобанатској лиги.
Од 1959. постоји и рукометни клуб „Јабука”, који је до деведесетих година 20. века носио име „Гоце Делчев”. Данас се такмичи у Другој лиги Србије група „Север”. Године 1974. основан је женски рукометни клуб „Јабука”. Рукометом се у том клубу почела бавити српска рукометашица и репрезентативка Србије Биљана Балаћ. Од 1995. ради ЖРК „Јабука 95”, који се данас такмичи у Другој лиги Србије група „Север”. У тој лиги се осамдесетих и деведесетих година 20. века такмичио и одбојкашки клуб „Јабука”.
После неколико година застоја поново је почео радити и шаховски клуб „Јабука”.

## Демографија
Према попису из 1991. у насељу је живело 6.598 становника, а попис из 2002. забележио је пад на 6.312 становника.
Пунолетних становника је 5.035, а просечна старост становништва износи 37,9 година (37,0 код мушкараца и 38,7 код жена). Насеље броји 1.807 домаћинстава, а просечан број чланова по домаћинству јест 3,41 (попис 2002).

## Важни становници прошлости
- Светозар Рупић, КНОЈ, рођ. у Чачку, преминуо 1987. године

|  |

| Демографија | Демографија | Демографија |
| Година      | Становника  | Становника  |
| ----------- | ----------- | ----------- |
| 1948.       | 4.392       |             |
| 1953.       | 4.623       |             |
| 1961.       | 5.245       |             |
| 1971.       | 5.453       |             |
| 1981.       | 6.453       |             |
| 1991.       | 6.598       | 6.441       |
| 2002.       | 6.312       | 6.614       |

| Етнички састав према попису из 2002.‍ | Етнички састав према попису из 2002.‍ | Етнички састав према попису из 2002.‍ | Етнички састав према попису из 2002.‍ | Етнички састав према попису из 2002.‍ |
| ------------------------------------ | ------------------------------------ | ------------------------------------ | ------------------------------------ | ------------------------------------ |
|                                      |                                      |                                      |                                      |                                      |
| Срби                                 | Срби                                 |                                      | 3.224                                | 51,07%                               |
| Македонци                            | Македонци                            |                                      | 2.054                                | 32,54%                               |
| Југословени                          | Југословени                          |                                      | 307                                  | 4,86%                                |
| Румуни                               | Румуни                               |                                      | 79                                   | 1,25%                                |
| Мађари                               | Мађари                               |                                      | 27                                   | 0,42%                                |
| Роми                                 | Роми                                 |                                      | 24                                   | 0,38%                                |
| Словаци                              | Словаци                              |                                      | 15                                   | 0,23%                                |
| Хрвати                               | Хрвати                               |                                      | 14                                   | 0,22%                                |
| Црногорци                            | Црногорци                            |                                      | 12                                   | 0,19%                                |
| Бугари                               | Бугари                               |                                      | 9                                    | 0,14%                                |
| Словенци                             | Словенци                             |                                      | 2                                    | 0,03%                                |
| Руси                                 | Руси                                 |                                      | 2                                    | 0,03%                                |
| Муслимани                            | Муслимани                            |                                      | 2                                    | 0,03%                                |
| Немци                                | Немци                                |                                      | 1                                    | 0,01%                                |
| непознато                            | непознато                            |                                      | 17                                   | 0,26%                                |

| \| \| м \| \| \| ж \| \| ? \| 13 \| \| \| 7 \| \| 80+ \| 48 \| \| \| 50 \| \| 75—79 \| 53 \| \| \| 96 \| \| 70—74 \| 86 \| \| \| 126 \| \| 65—69 \| 96 \| \| \| 145 \| \| 60—64 \| 150 \| \| \| 138 \| \| 55—59 \| 182 \| \| \| 167 \| \| 50—54 \| 313 \| \| \| 253 \| \| 45—49 \| 304 \| \| \| 307 \| \| 40—44 \| 247 \| \| \| 204 \| \| 35—39 \| 193 \| \| \| 206 \| \| 30—34 \| 249 \| \| \| 219 \| \| 25—29 \| 266 \| \| \| 209 \| \| 20—24 \| 258 \| \| \| 249 \| \| 15—19 \| 246 \| \| \| 220 \| \| 10—14 \| 202 \| \| \| 182 \| \| 5—9 \| 176 \| \| \| 164 \| \| 0—4 \| 145 \| \| \| 143 \| \| Просек : \| 37,0 \| \| \| 38,7 \| |      |  |  |      |
| |      |  |  |      |
| | м    |  |  | ж    |
| ? | 13   |  |  | 7    |
| 80+ | 48   |  |  | 50   |
| 75—79 | 53   |  |  | 96   |
| 70—74 | 86   |  |  | 126  |
| 65—69 | 96   |  |  | 145  |
| 60—64 | 150  |  |  | 138  |
| 55—59 | 182  |  |  | 167  |
| 50—54 | 313  |  |  | 253  |
| 45—49 | 304  |  |  | 307  |
| 40—44 | 247  |  |  | 204  |
| 35—39 | 193  |  |  | 206  |
| 30—34 | 249  |  |  | 219  |
| 25—29 | 266  |  |  | 209  |
| 20—24 | 258  |  |  | 249  |
| 15—19 | 246  |  |  | 220  |
| 10—14 | 202  |  |  | 182  |
| 5—9 | 176  |  |  | 164  |
| 0—4 | 145  |  |  | 143  |
| Просек : | 37,0 |  |  | 38,7 |

| Година пописа     | 1948. | 1953. | 1961. | 1971. | 1981. | 1991. | 2002. |
| ----------------- | ----- | ----- | ----- | ----- | ----- | ----- | ----- |
| Број домаћинстава | 810   | 946   | 1.173 | 1.310 | 1.669 | 1.870 | 1.807 |

| Број чланова      | 1   | 2   | 3   | 4   | 5   | 6   | 7  | 8  | 9 | 10 и више | Просек |
| ----------------- | --- | --- | --- | --- | --- | --- | -- | -- | - | --------- | ------ |
| Број домаћинстава | 224 | 366 | 330 | 496 | 208 | 127 | 36 | 11 | 5 | 4         | 3,41   |

| Пол    | Укупно | Неожењен/Неудата | Ожењен/Удата | Удовац/Удовица | Разведен/Разведена | Непознато |
| ------ | ------ | ---------------- | ------------ | -------------- | ------------------ | --------- |
| Мушки  | 2.704  | 968              | 1.588        | 95             | 47                 | 6         |
| Женски | 2.596  | 568              | 1.597        | 359            | 64                 | 8         |
| УКУПНО | 5.300  | 1.536            | 3.185        | 454            | 111                | 14        |

| Пол    | Укупно                    | Пољопривреда, лов и шумарство | Рибарство                            | Вађење руде и камена | Прерађивачка индустрија       |
| ------ | ------------------------- | ----------------------------- | ------------------------------------ | -------------------- | ----------------------------- |
| Мушки  | 1.265                     | 123                           | 0                                    | 3                    | 621                           |
| Женски | 720                       | 69                            | 0                                    | 0                    | 212                           |
| Укупно | 1.985                     | 192                           | 0                                    | 3                    | 833                           |
|        |                           |                               |                                      |                      |                               |
| Пол    | Производња и снабдевање   | Грађевинарство                | Трговина                             | Хотели и ресторани   | Саобраћај, складиштење и везе |
| Мушки  | 31                        | 120                           | 84                                   | 19                   | 85                            |
| Женски | 8                         | 5                             | 129                                  | 44                   | 18                            |
| Укупно | 39                        | 125                           | 213                                  | 63                   | 103                           |
|        |                           |                               |                                      |                      |                               |
| Пол    | Финансијско посредовање   | Некретнине                    | Државна управа и одбрана             | Образовање           | Здравствени и социјални рад   |
| Мушки  | 3                         | 24                            | 53                                   | 18                   | 25                            |
| Женски | 10                        | 21                            | 25                                   | 42                   | 106                           |
| Укупно | 13                        | 45                            | 78                                   | 60                   | 131                           |
|        |                           |                               |                                      |                      |                               |
| Пол    | Остале услужне активности | Приватна домаћинства          | Екстериторијалне организације и тела | Непознато            | Непознато                     |
| Мушки  | 29                        | 0                             | 0                                    | 27                   | 27                            |
| Женски | 19                        | 0                             | 0                                    | 12                   | 12                            |
| Укупно | 48                        | 0                             | 0                                    | 39                   | 39                            |